# Storlövsjön
Storlövsjön är en sjö i Bergs kommun i Jämtland och ingår i Ljungans huvudavrinningsområde. Sjön har en area på 0,701 kvadratkilometer och ligger 835,2 meter över havet. Sjön avvattnas av vattendraget Arån.

## Delavrinningsområde
Storlövsjön ingår i det delavrinningsområde (698769-137608) som SMHI kallar för Utloppet av Storlövsjön. Medelhöjden är 913 meter över havet och ytan är 8,62 kvadratkilometer. Det finns inga avrinningsområden uppströms utan avrinningsområdet är högsta punkten. Arån som avvattnar avrinningsområdet har biflödesordning 2, vilket innebär att vattnet flödar genom totalt 2 vattendrag innan det når havet efter 307 kilometer. Avrinningsområdet består mestadels av kalfjäll (82 procent). Avrinningsområdet har 0,9 kvadratkilometer vattenytor vilket ger det en sjöprocent på 10,4 procent.